# Prowincja Comoé
Prowincja Comoé, także Komoé – jedna z 45 prowincji w Burkinie Faso.
Prowincja ma powierzchnię ponad 15 tysięcy km² i jest największą tego typu jednostką administracyjną w Burkinie Faso. W 2006 roku w prowincji mieszkało ponad 400 tysięcy ludzi. W 1996 roku na jej terenach dom miało ponad 241 tysięcy osób.